# Carte de conducteur d'embarcation de plaisance
Au Canada, la carte de conducteur d'embarcation de plaisance est une preuve de la compétence à conduire une embarcation de plaisance à moteur.

## Preuve de compétence: régulation depuis 1999

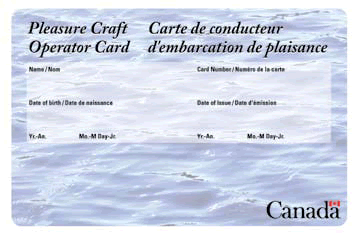
Carte de conducteur d'embarcation de plaisance.

La preuve de compétence de conducteur atteste que le plaisancier possède les connaissances de base sur la sécurité nautique exigées pour assurer une navigation de plaisance sécuritaire. Dans le passé, des personnes de tous âges pouvaient conduire une embarcation de plaisance sans le minimum de connaissance, d’expérience ou de formation sur la sécurité nautique. Ces exigences ont été mises en vigueur en 1999 en réaction au nombre de personnes décédées et blessées, l’objectif étant d’améliorer la sécurité sur les voies navigables canadiennes grâce à la l’éducation et à la formation.

## Obtention de la carte
Afin de se faire délivrer cette carte, il est nécessaire de suivre un cours de sécurité nautique en personne ou en ligne, et en réussissant l’examen à la fin des cours. Le suivi des cours et le passage de l’examen pour obtenir cette carte est possible seulement par l’intermédiaire des prestataires de cours agréés par Transports Canada.

## Fournisseurs de cours accrédités
- Académie de sécurité nautique
- Cartebateau.com
- Examenbateau.com

## Différentes preuves de compétence utilisables
N’importe laquelle des preuves de compétence suivantes peut être utilisée parmi la liste ci-dessous : 
- la carte de conducteur d’embarcation de plaisance aussi appelé communément le permis de bateau – utilisée le plus souvent, elle est délivrée après la réussite d’un examen de sécurité nautique agréé;

- une preuve attestant que vous avez suivi avec succès un cours de sécurité nautique au Canada avant le 1er avril 1999 ;

- un brevet de marine précis figurant sur la Liste des brevets de capacité, des certificats de formation et des autres documents équivalents acceptés à titre de preuve de compétence pour conduire une embarcation de plaisance ;

- le formulaire « Liste de vérification de sécurité pour bateaux de location » rempli et valide seulement pour la période de location précisée ;

- dans le cas des plaisanciers étrangers, une carte de conducteur ou un document équivalent conforme aux exigences de l’autre État ou pays.

La preuve de compétence n’est pas exigée dans les eaux du Nunavut et des Territoires du Nord-Ouest.